# Rhaphidostichum replicatum
Rhaphidostichum replicatum là một loài Rêu trong họ Sematophyllaceae. Loài này được (Hampe) M. Fleisch. miêu tả khoa học đầu tiên năm 1923.